# 過当競争
| ウィキペディアには「過当競争」という見出しの百科事典記事はありません（タイトルに「過当競争」を含むページの一覧/「過当競争」で始まるページの一覧）。 代わりにウィクショナリーのページ「過当競争」が役に立つかもしれません。 |